# 尾崎ヒカル
尾崎 ヒカル（おざき ヒカル、2001年5月4日 - ）は 、 日本の女性アイドルグループ・ハープスターの元メンバーである。北海道出身。株式会社CLUSTAR.所属。担当カラーは青。

## 略歴
- 2018年に開催された『女子高生ミスコン』北海道・東北エリアグランプリで全国ファイナリストに選出される[2]。
- 2019年、『平成ラストアイドルオーディション』に応募し、同年3月31日、7人組アイドルグループ「ハープスター」を結成[1]。
- 2020年5月26日、生誕記念フォトブック『群青 Last Teen』発売。
- 2025年2月24日、ハープスターを卒業。

## 出演

### ライブ
- 新木場STUDIOcoast MX×ClusterFes（2019年12月26・27日）

その他多数のライブに出演

### テレビドラマ
- DASADA 第2話（2020年1月22日、日本テレビ） - 女子生徒 役

### 映画
- シャッター×シャッターThe Second of Beginning ※初主演映画
- 貴族降臨 PRINCE OF LEGEND（2020年3月13日、東宝）

### CM
- マクドナルド

### Youtube
- ラファエルchannel